# Oreste Sallustro
Oreste Sallustro   (Asunción, 16 d'agost de 1911), conegut com a Sallustro II, fou un futbolista Italo-paraguaià de la dècada de 1930.
Nascut al Paraguai de pares italians, de jove es traslladà a Nàpols. Fou jugador de S.S.C. Napoli, FC Savoia i AS Bari.
El seu germà menor Attila Sallustro (anomenat Sallustro I) també fou futbolista.